# Ilja Muromec
Ilja Muromec (rusko Илья Муромец), kdaj tudi Sikorski Ilja Muromec je bil ruski težki štirimotorni bombnik iz obdobja pred 1. Svetovno vojno.  Letalo je poimenovano po Ilju Muromecu, heroju iz ruske mitologije. Letalo je bilo bazirano na Ruskem vitezu - prvem štirimotornem letalu na svetu.
Ilja Muromec je bil revolucionarni dizajn, ki naj bi se uporabljal za prevoz potnikov. Vendar je 1. svetovna vojna spremenila vlogo letala v strateški bombnik. Na začetku je deloval brez opozicije, centralne sile niso imele nobenega rivala do pojava Zeppelin-Staaken R.VI leta 1916-17.
Ilja Muromec (Sikorski S-22) je konstruiral  Igor Sikorski v železniškem podjetju (RBVZ) v Rigi leta 1913. Bil je zasnovan na podlagi  S-21 Rsukega viteza], ki je začel kot dvomotorni Le Grand in pozneje štirimotorni Bolšoj Baltiskij in na koncu z namestitvijo motorjev v traktor konfiguracji še Ruski Vitjaz. Ta dizajn je zelo vplival na razvoj ruske aviacije in drugih večmotornih letal na svetu.

## Tehnične specifikacije (Ilja Muromec tip S-23 V)
- Posadka: 4-8 (tudi do 12)
- Dolžina: 17,5 m (57 ft 5 in)
- Razpon kril:  29,8 m (97 ft 9 in) (zgornje krilo); 21 m (68 ft 11 in) (spodnje krilo)
- Višina: 4 m (13 ft 1 in)
- Površina kril: 125 m² (1 350 ft²)
- Prazna teža: 3 150 kg (6 930 lb)
- Naložena teža: 4 600 kg (12 000lb)
- Motorji: 4 × Sunbeam Crusader V8, 148 KK (110 kW) vsak
- Gorivo in olje: 600 kg (1 320 lb)

- Maks. hitrost: 110 km/h (68 mph)
- Višina leta (servisna): 3,000 m (9 840 ft)
- Obremenitev kril: 36.8 kg/m² (7.5 lb/ft²)
- Razmerje masa/moč: 7,7 kg/KM (16,9 lb/KM)
- Avtonomija: 5 ur z 300 kg (660 lb) tovorom, 10 ur z ekstra gorivom